# Điện toán lưới
Điện toán lưới (tiếng Anh: Grid computing) là một thuật toán chỉ sự kết hợp các tài nguyên máy tính từ nhiều lĩnh vực hành chính đa dạng để đạt được cùng một mục đích. Điện toán lưới cũng có thể được nghĩ như là một hệ thống được phân bổ với khối lượng công việc không tương tác mà nó gồm một số lượng các tập tin. Đặc điểm để phân biệt điện toán lưới với các hệ thống tính toán hiệu suất cao khác như điện toán cụm (tiếng Anh: cluster computing) là nó có khuynh hướng liên kết không chặt chẽ hơn, hỗn tạp hơn, và sự phân tán về mặt địa lý nhiều hơn. Mặc dù một lưới điện toán có thể được dành riêng cho một ứng dụng chuyên biệt, nhưng nó thường được sử dụng cho nhiều mục đích đa dạng khác nhau. Lưới điện toán thường được xây dựng với sự kết hợp nhiều thư viện phần mềm có mục đích chung được biết đến như là ứng dụng trung gian.